# Уайднер
Уа́йднер (англ. Widener) — город, расположенный в округе Сент-Франсис (штат Арканзас, США) с населением в 335 человек по статистическим данным переписи 2000 года.

## География
По данным Бюро переписи населения США город Уайднер имеет общую площадь в 1,29 квадратных километров, водных ресурсов в черте населённого пункта не имеется.
Город Уайднер расположен на высоте 64 метра над уровнем моря.

## Демография
По данным переписи населения 2000 года в Уайднере проживало 335 человек, 81 семья, насчитывалось 111 домашних хозяйств и 129 жилых домов. Средняя плотность населения составляла около 258 человек на один квадратный километр. Расовый состав Уайднера по данным переписи распределился следующим образом: 31,94 % белых, 67,16 % — чёрных или афроамериканцев, 0,30 % — азиатов, 0,60 % — других народностей. Испаноговорящие составили 2,39 % от всех жителей города.
Из 111 домашних хозяйств в 39,6 % — воспитывали детей в возрасте до 18 лет, 42,3 % представляли собой совместно проживающие супружеские пары, в 22,5 % семей женщины проживали без мужей, 27,0 % не имели семей. 20,7 % от общего числа семей на момент переписи жили самостоятельно, при этом 6,3 % составили одинокие пожилые люди в возрасте 65 лет и старше. Средний размер домашнего хозяйства составил 3,02 человек, а средний размер семьи — 3,65 человек.
Население города по возрастному диапазону по данным переписи 2000 года распределилось следующим образом: 36,7 % — жители младше 18 лет, 9,3 % — между 18 и 24 годами, 26,9 % — от 25 до 44 лет, 16,1 % — от 45 до 64 лет и 11,0 % — в возрасте 65 лет и старше. Средний возраст жителей составил 28 лет. На каждые 100 женщин в Уайднере приходилось 92,5 мужчин, при этом на каждые сто женщин 18 лет и старше приходилось 91,0 мужчин также старше 18 лет.
Средний доход на одно домашнее хозяйство в городе составил 20 833 доллара США, а средний доход на одну семью — 24 375 долларов. При этом мужчины имели средний доход в 23 929 долларов США в год против 20 625 долларов среднегодового дохода у женщин. Доход на душу населения в городе составил 12 135 долларов в год. 34,2 % от всего числа семей в округе и 38,7 % от всей численности населения находилось на момент переписи населения за чертой бедности, при этом 41,1 % из них были моложе 18 лет и 34,1 % — в возрасте 65 лет и старше.